# بروكسفيل
بروكسفيل (بالإنجليزية: Brooksville)‏ هي مدينة أمريكية تقع في ولاية فلوريدا. تبلغ مساحة هذه المدينة 12.9 (كم²)،ويبلغ عدد سكانها 7264 نسمة حسب إحصاء سنة 2010 م 7264.تشير إحصاءات سنة 2000م بأن الكثافة السكانية في هذه المدينة تقدر بـ(567.4) نسمة/كم2 

## أعلام
- براي وايت
- تايرون وودز
- جون كابيل
- جيروم براون
- لانس كليمونز
- هانك إيرل كار
- مايك هامبتون
- في. تي هاملين
- ويلبر قود